# 新字 (辞典)
『新字』（にいな）は、天武天皇の命を受けた坂合部磐積により編纂された日本最初の辞典。

## 概要
『日本書紀』巻第29（天武天皇11年3月13日条）に「肇めて新字一部四十四巻を造らしむ」とあり、682年に完成した辞書であることが窺える。これは伝本も逸文も存在しないため、いかなる内容であったかなどの詳細は一切不明であるが、現存している木簡に字書らしき記載が確認できることから、「書名からして漢字字書の類であろう」と推測される。
『釈日本紀』が引用する私記によると、「現在図書寮にある書で、その字体は梵字に頗る似ている。未だその字義の準拠する所がつまびらかではない」と説明されている。
『新字』の性格については、漢字のうちいわゆる国字を載せたものとする説、漢字の訓の注釈を定めたものとする説、天武天皇期の修史事業のために、古語の正確な表記のために制定されたものとする説などがある。